# Shorty Rollins
Lloyd George „Shorty“ Rollins (* 3. April 1929 in Granbury, Texas; † 28. Dezember 1998) war ein US-amerikanischer Rennfahrer. Sein größter Erfolg war die Auszeichnung als NASCAR Rookie of the Year im Jahre 1958.

## Karriere
Rollins begann seine Rennfahrer-Karriere in Corpus Christi, Texas, wo er äußerst erfolgreich fuhr. Seine Erfolge führten ihn bis in die Grand National, die höchste Division der NASCAR, die heute als Sprint Cup bekannt ist. Sein erstes Grand-National-Rennen bestritt er am 5. April 1958 in Fayetteville, North Carolina. Im weiteren Verlauf der Saison 1958 nahm Rollins noch an 28 Rennen teil, 22 dieser Rennen konnte er in den Top 10 beenden, zwölf Mal erreichte als in den Top 5 das Ziel. Die beste Platzierung der Saison war der erste und einzige Sieg seiner NASCAR-Karriere, den er am 16. Juli 1958 auf dem State Line Speedway erzielte. Er war der beste Neueinsteiger der Saison und wurde zum ersten offiziellen NASCAR Rookie of the Year gekürt.
Rollins war zudem der erste Fahrer, der ein Stockcar-Rennen auf dem Daytona International Speedway gewann. Dies gelang ihm im Jahre 1959 in einem Qualifikationsrennen der NASCAR Convertible Division. Der Sieg in diesem Rennen sicherte ihm Startplatz zwei für das erste ausgetragene Daytona 500 am 22. Februar 1959, welches er aufgrund eines Motorschadens nur auf Rang 38 beendete. In den Jahren 1959 und 1960 fuhr er nur noch wenige Rennen und so beendete er im Jahre 1960 nach nur 43 Starts in der Grand National bereits seine Karriere.
Nach dem Ende seiner Rennfahrer-Karriere zog er nach Pensacola, Florida, wo er das Unternehmen Hurricane Fence Industries gründete und bis zu seinem Tode verweilte.